# Yuri Lowenthal
Yuri Lowenthal (Alliance, 5 de março de 1971) é um ator, roteirista e produtor americano conhecido principalmente por seu trabalho de voz em anime, cartoons e videogames. Alguns de seus papéis proeminentes no anime e nos desenhos animados incluem o adolescente Ben Tennyson na franquia de Ben 10, Sasuke Uchiha na série de Naruto, Jinnosuke em Afro Samurai, Suzaku Kururugi em Code Geass, e Simon em Gurren Lagann. Nos jogos de vídeo, ele atua como Dainsleif em Genshin Impact, O Príncipe em Prince of Persia da Ubisoft; Alucard em Castlevania; Hayate/Ein em Dead or Alive; Matt Miller em Saints Row; e Yosuke Hanamura em Persona 4. Ele tem uma produtora denominada Monkey Kingdom Productions com sua esposa, Tara Platt, onde produziram vários filmes e uma série de live-action chamada Shelf Life. Ele é co-autor do livro Voice-Over Voice Actor que dá dicas de carreira.